# Antikken
Antikken omfatter middelhavsområdet i perioden fra ca. 750 f.Kr. til ca. 500 e.Kr. Perioden var domineret af først grækerne. Senere, i jernalderen, blev middelhavsområdet domineret af Romerriget.
"Den klassiske periode" betegner i græsk-romersk historie, arkæologi og sprog enten 1) Antikken i modsætning til tidligere og senere perioder (forhistorie, middelalder) eller 2) i Grækenland 480–336 f.Kr. (mellem perserkrigene og Alexander den Store); i Rom fra ca. 100 f.Kr. til ca. 100 e.Kr. Mellem den klassiske tidsalder og den tidlige middelalder ligger Senantikken.
Antikken blev især tidligere betragtet som en storhedstid for videnskaber som teknologi og filosof i kontrast til "Den mørke middelalder", der fulgte. Det skyldes, at man i den italienske renæssance nærede stor beundring for oldtidens græske filosofi samt græsk og romersk litteratur. Opfattelsen lever videre i det danske gymnasiums obligatoriske fag, oldtidskundskab, der handler om menneskers liv i bronzealderens græske bystater, polis; kendskab til keramik, templer og andre bygninger indgår i pensum.